# کارل پروسل
کارل پروسل (انگلیسی: Karl Proisl; ۹ ژوئیهٔ ۱۹۱۱ – ۲ دسامبر ۱۹۴۹) قایقران کانو اهل اتریش بود.